# Entodon floridanus
Entodon floridanus är en bladmossart som beskrevs av Georg Friedrich von Jaeger 1877. Entodon floridanus ingår i släktet Entodon och familjen Entodontaceae. Inga underarter finns listade i Catalogue of Life.